# Vincenzo Seratrice (Kameramann)
Vincenzo Seratrice (* 20. Dezember 1913 in Sulmona, Italien; † nach 1971) war ein italienischer Kameramann.

## Leben und Wirken
Seratrice besuchte von 1929 bis 1933 das Istituto Luce, wo er seine fototechnische Ausbildung erhielt. Anschließend, in den 1930er Jahren, arbeitete sich der aus Mittelitalien stammende Nachwuchsfotograf vom Kameraassistenten zum einfachen Kameramann empor. Am Vorabend des Zweiten Weltkriegs erhielt Seratrice seinen ersten Job als Chefkameramann, blieb aber die folgenden Jahre (während des Krieges) nebenbei auch weiterhin als einfacher Kameramann aktiv.
In gut drei Jahrzehnten seiner aktiven Zeit als Bildgestalter arbeitete Vincenzo Seratrice mit einer Fülle von bekannten Regisseuren zusammen, darunter Augusto Genina, Vittorio De Sica, Roberto Rossellini, Camillo Mastrocinque, Carlo Ludovico Bragaglia, Mario Mattòli, Max Neufeld und Sergio Corbucci, ohne dabei als Chefkameramann je eine Produktion von filmhistorischer Bedeutung fotografiert zu haben. Das Gros der von ihm fotografierten Filme waren Melodramen, Romanzen, Mantel-und-Degen-Geschichten und Sandalen-Streifen. Seine Karriere endete zu Beginn der 1970er Jahre mit der Kameraarbeit an mehreren Fernsehproduktionen, darunter auch Serien. Wann und wo er verstarb, ist derzeit nicht bekannt.

## Filmografie
- 1939: Il piccolo re
- 1940: Alkazar (L’assedio dell’Alcazar)
- 1940: La leggenda azzurra
- 1941: Turbine
- 1941: Verliebte Unschuld (Teresa Venerdi)
- 1941: Un pilota ritorna
- 1942: Avanti c'è posto...
- 1942: Acque di primavera
- 1943: Il nemico
- 1943: Grattacieli
- 1943: Non mi muovo
- 1945: Rom, offene Stadt (Roma città aperta) (nur einfacher Kameramann)
- 1946: L'angelo e il diavolo
- 1947: Il corriere di ferro
- 1948: I contrabbandieri del mare
- 1948: Fifa e arena
- 1949: La figlia del peccato
- 1950: Vogliamoci bene!
- 1950: Sambo
- 1951: Clandestino a Trieste
- 1951: Santa Lucia luntana...
- 1952: Abracadabra
- 1952: Engel aus der Kellerwohnung (Gli angeli del quartiere)
- 1952: Anna und der Henker (Il boia di Lilla)
- 1953: Lulù
- 1954: Das Todesseil (La corda d'acciaio)
- 1954: Tua per la vita
- 1955: Robin Hood, der schwarze Kavalier (Il principe dalla maschera rossa)
- 1955: Lacrime di sposa
- 1957: Il tiranno del Garda
- 1958: Der Korsar von Monteforte (Il pirata dello sparviero nero)
- 1958: Arrivederci Firenze!
- 1960: Schlacht um Babylon (Il conquistatore d'Oriente)
- 1960: Die Rache der Barbaren (La furia dei barbari)
- 1960: Antea – Sklavin Roms (La schiava di Roma)
- 1962: Giulio Cesare contro i pirati
- 1964: La citadella (TV-Mehrteiler)
- 1965: David Copperfield (TV-Mehrteiler)
- 1971: La signora dalle camelie (Fernsehfilm)
- 1972: Il numero 10 (Fernsehfilm)